# 青少年音楽日本連合
青少年音楽日本連合（せいしょうねんおんがくにほんれんごう）は、音楽交流団体。Jeunesses Musicales du Japonよりジュネスの愛称でも知られている。ユネスコ傘下のen:Jeunesses_Musicales_Internationalの日本支部として1961年に発足。2001年7月8日「第74回 青少年音楽祭」を最後に活動を停止した。

## 特色
- メンバーは学生を中心にオーディションにより選ばれた。
- マンドリン・合唱・オーケストラの3部門を有していた。
- 学生アマチュアオーケストラ間の交流の場として機能し、この活動で知り合った仲間同士で結成されたアマチュアオーケストラが多数存在する。
- 活動はNHKがバックアップし、放送局内スタジオでのリハーサル、NHK教育テレビ（現Eテレ）やNHK-FMでの放送などの便宜が図られていた。
- 在京外国人の指導者として、1960年代にマンフレート・グルリットがオーケストラの指揮を担当した事がある。